# Robert Licu

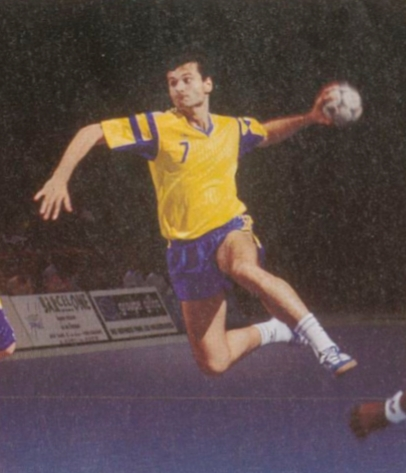
Robert Licu, 1992.

Robert Ioan Licu, född 7 maj 1969, är en rumänsk handbollstränare och tidigare handbollsspelare (högernia). Han spelade 243 landskamper och gjorde 1054 mål för Rumäniens landslag.
Han är son till handbollsspelaren/tränaren Gheorghe "Ghiță" Licu.

## Klubbar som spelare
- CS Dinamo București (–1990)
- CS Universitatea Craiova (1990–1993)
- SC Magdeburg (1993–1998)
- ThSV Eisenach (1998–1999)
- SV Post Schwerin (1999–2003)
- SC Magdeburg (2003–2004)

## Tränaruppdrag
- CS Rapid București (2018–2019)
- Rumänien (assisterande, 2020–)